# Buteo lineatus
La poiana spallerosse (Buteo lineatus, Gmelin 1788) è un uccello della famiglia degli Accipitridi dell'ordine degli Accipitriformi.

## Sistematica
Buteo lineatus ha cinque sottospecie:
- B. lineatus lineatus
- B. lineatus alleni
- B. lineatus elegans
- B. lineatus extimus
- B. lineatus texanus

## Distribuzione e habitat
Questo uccello è diffuso nelle aree boschive del Nordamerica orientale, lungo le coste della California e nel Messico nord-orientale e centrale.

## Galleria d'immagini

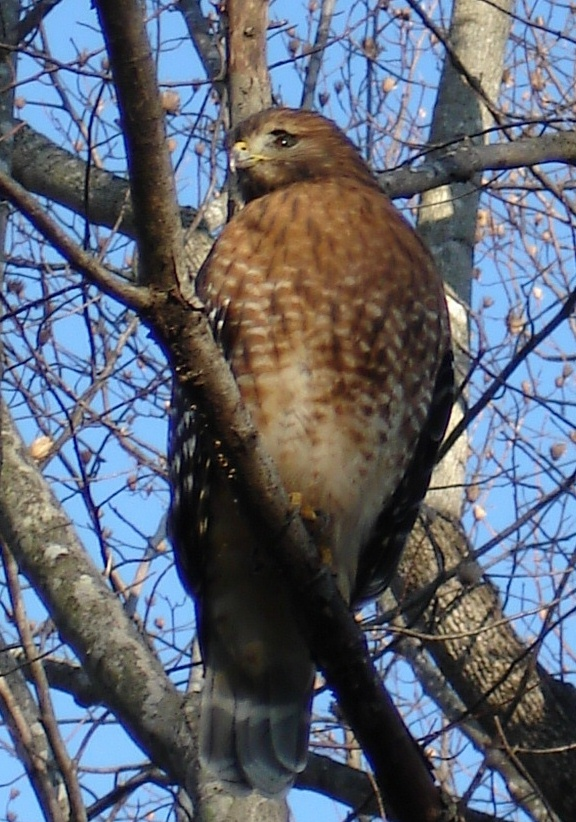
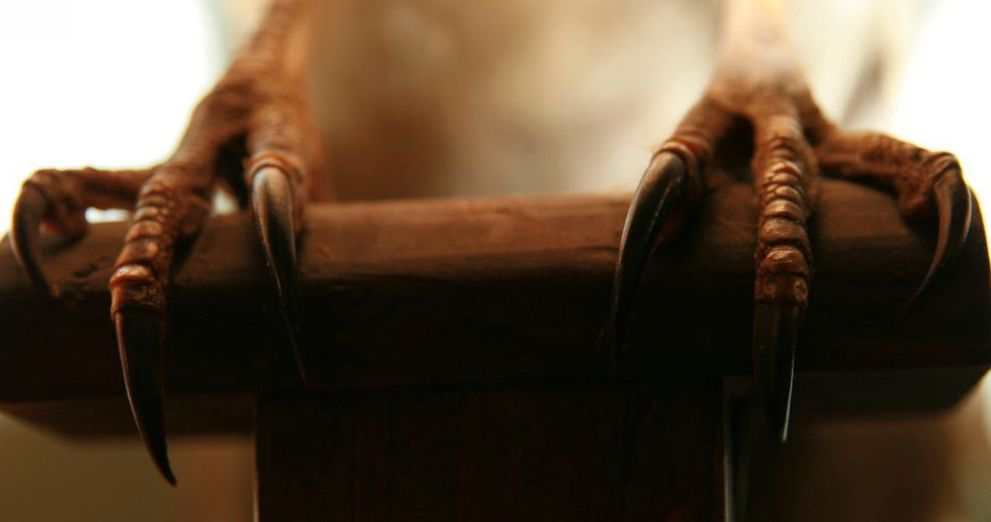
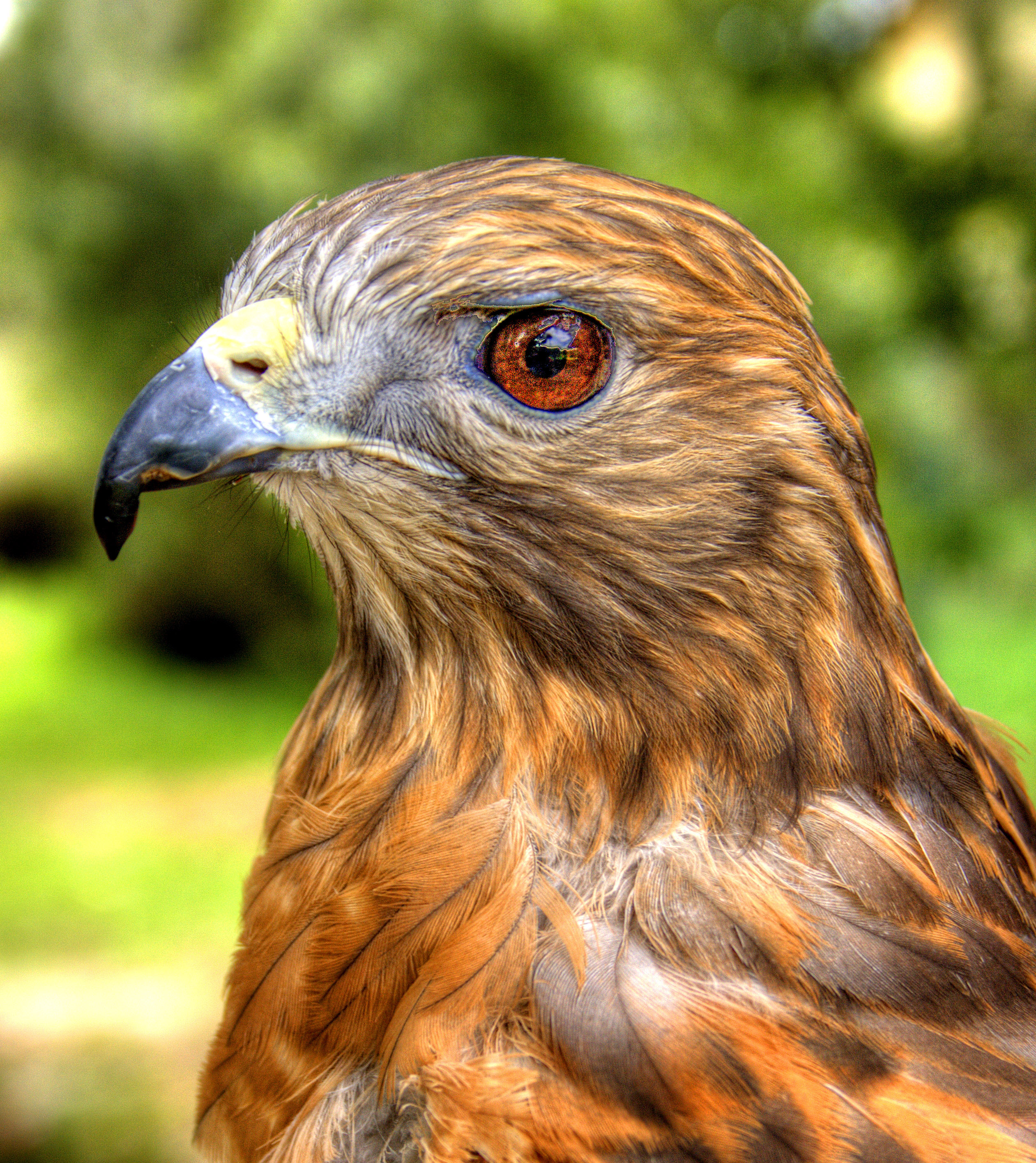
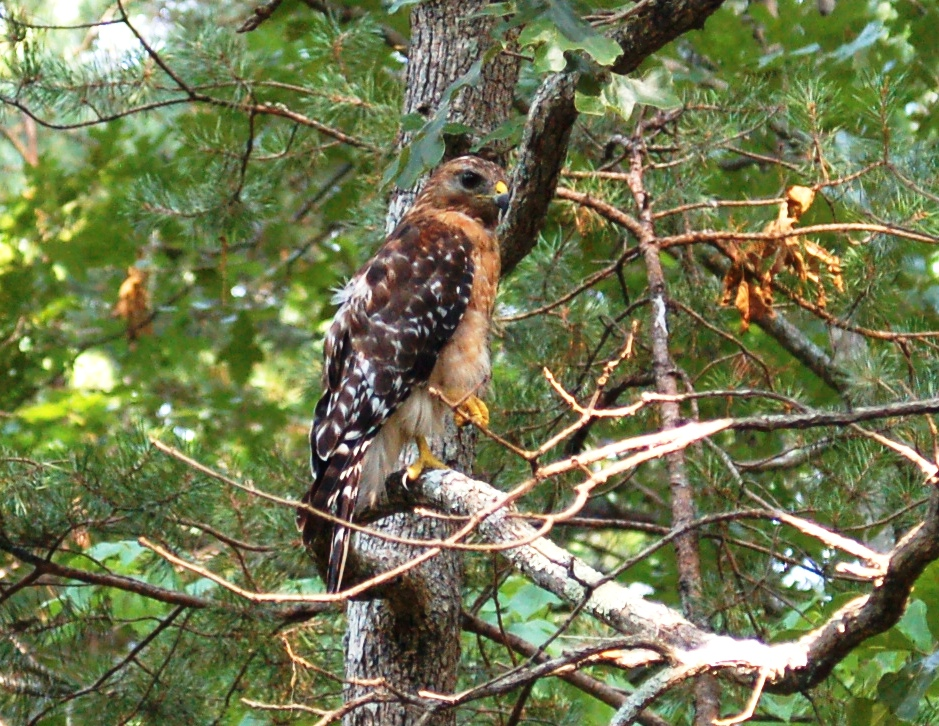
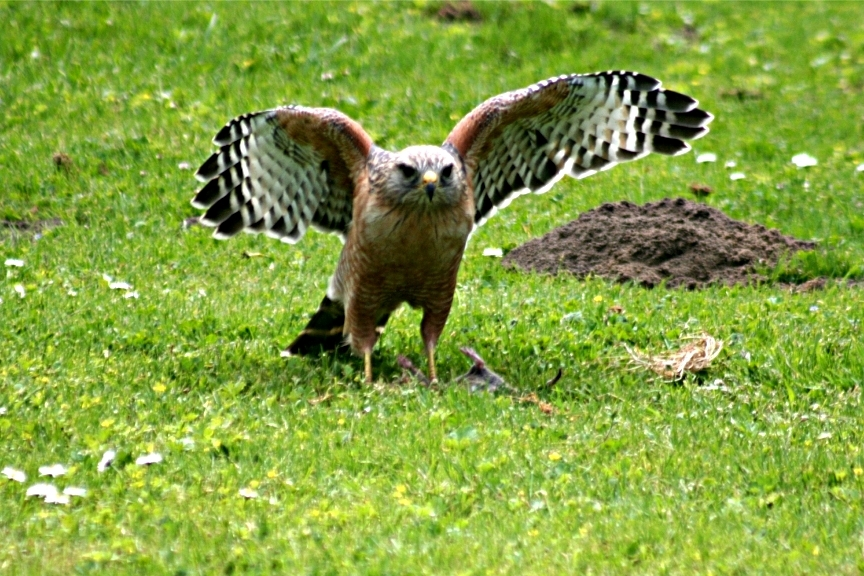
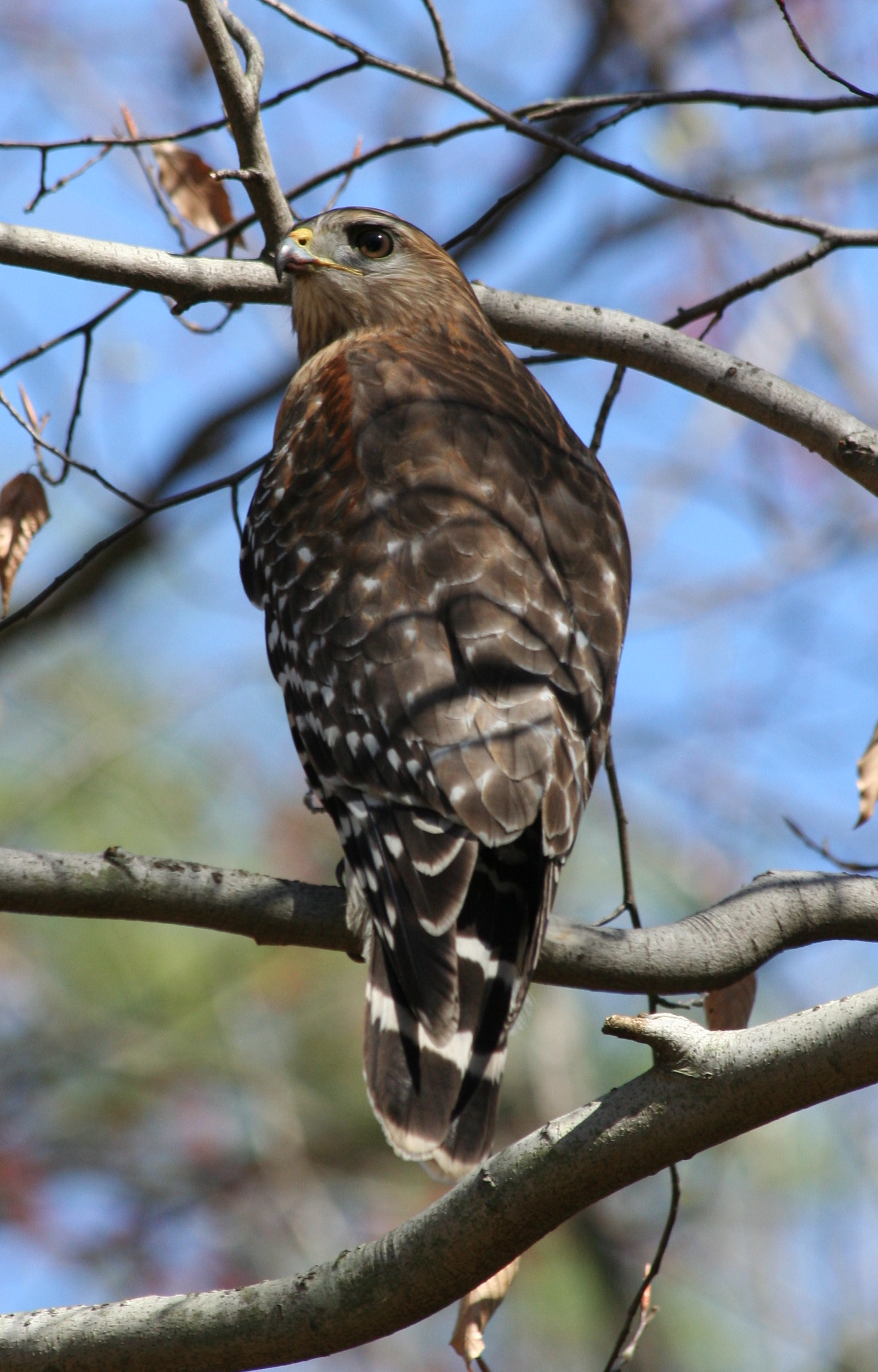
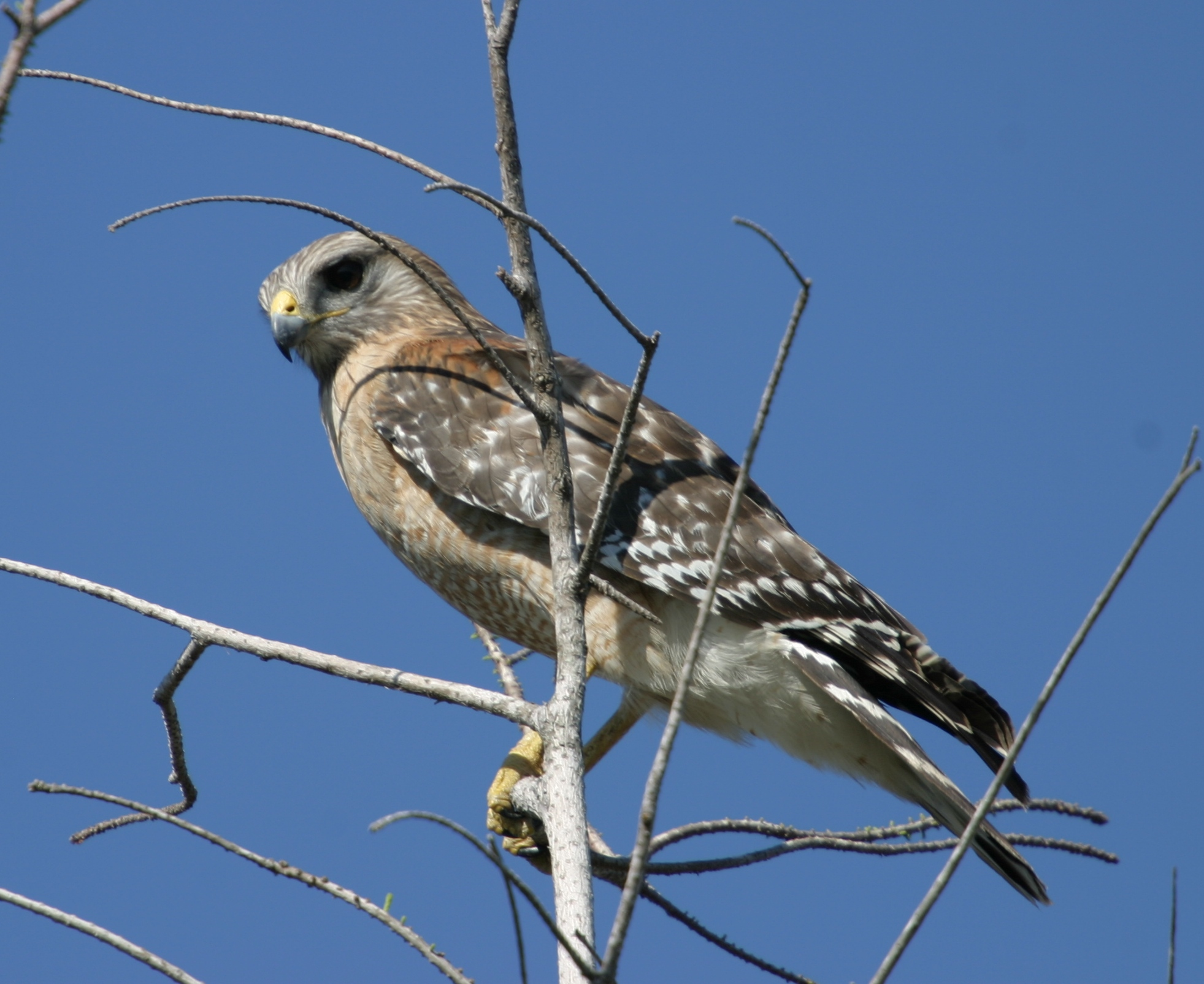
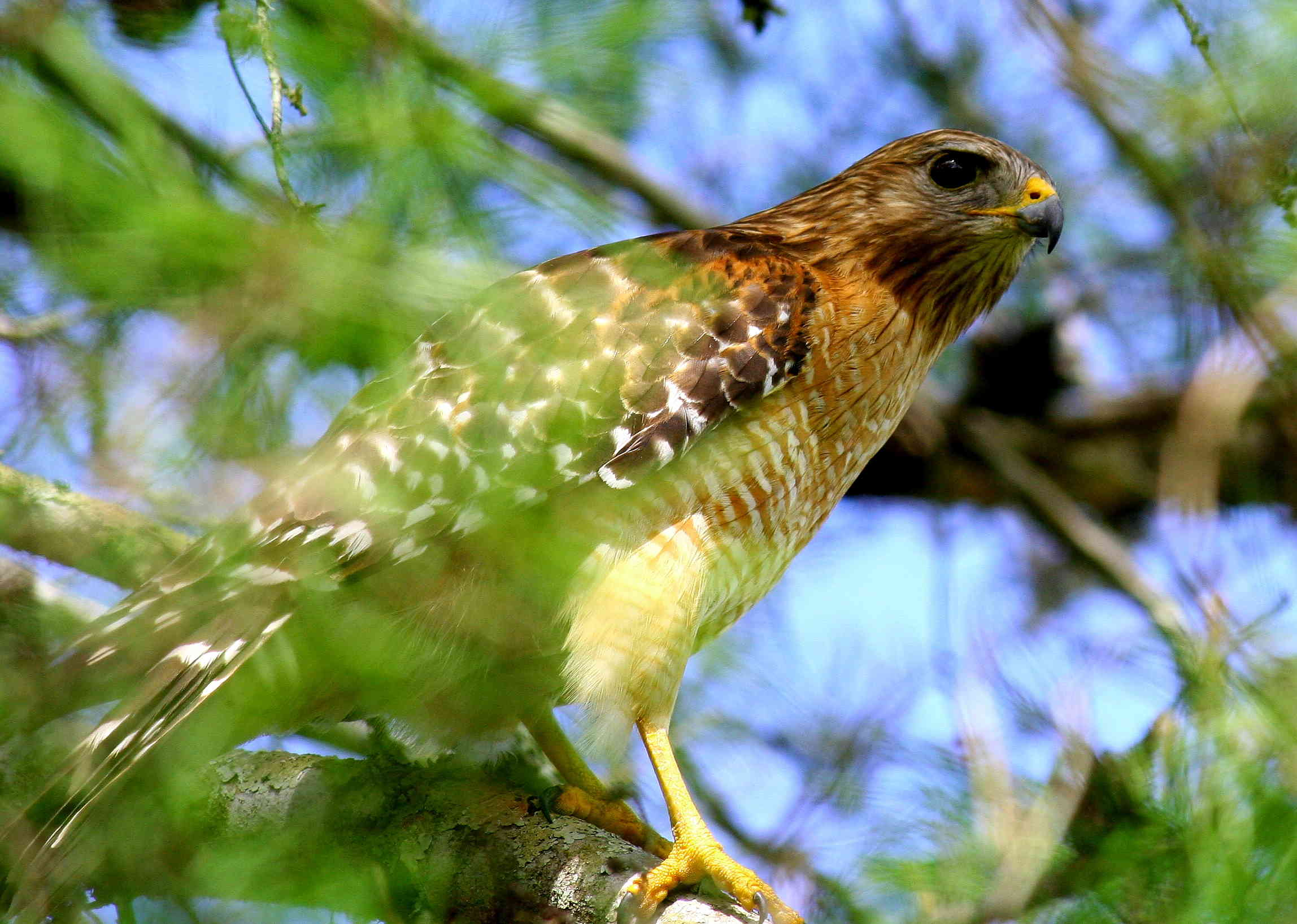